# René Chassin du Guerny
Pour les articles homonymes, voir Chassin.
René Chassin du Guerny, né le 21 septembre 1877 et mort le  30 janvier 1948, est un écrivain français.

## Biographie
René Chassin du Guerny est l'auteur de plusieurs ouvrages savants et de généalogie. Il est l'époux de Cécile Loir-Mongazon, puis en 1924 de la romancière régionaliste bretonne Jeanne Coroller-Danio.

## Publications
- Armorial général de France (Edit de Novembre 1696) - Bretagne - Publié d'après le manuscrit de la B.N par R. Chassin du Guerny, Deux volumes, Rennes, Librairie Larcher, 1930.
- Blasons bretons inscrits à l'armorial Général de Paris et de Versailles en 1696, Rennes, Imp. Com. de Bretagne, 1931.